# Округ Рэйнтри (роман)
«Округ Рэйнтри» (англ. Raintree County) — литературное произведение американского писателя Росса Локриджа. Самое известное его творение.

## Сюжет
Роман повествует о вымышленном округе Рэйнтри, штат Индиана, и состоит из двух частей: до гражданской войны и после. Он охватывает историю Соединенных Штатов XIX века, начиная с экспансии на запад до Гражданской войны, заканчивая спорами о рабстве, гражданской войной, промышленной революцией и последовавшим затем рабочим движением. Книга часто сюрреалистична, с последовательностями снов, воспоминаниями и отклонениями от линейного повествования. Она была описана литературоведами как попытка мифологизировать историю Америки, которую в значительной степени удается сделать глазами и комментариями её главгероя — Джона Шоунси. Например, некоторые поворотные моменты в жизни Джона совпадают с празднованием Дня независимости США.
Джон, или «Джонни», как его называли до войны, является любителем литературы и находится под влиянием трёх отдельных культурных икон. Таковыми являются: концепция становления героем в смысле легендарных фигур древней Греции; «Великое каменное лицо» Натаниэля Хоторна, в котором, согласно легенде, появится великий человек, лицо которого идентично лицу из натурального камня, которое в истории Хоторна является местной достопримечательностью; и, наконец, поиски легендарного Дождливого леса (англ. Raintree), который предположительно был посажен где-то в округе одноимённом округе Джоном Чепменом или Джонни Эпплзидом. Джонни Шоунси склонен рассматривать события своей жизни через призму одного или нескольких из этих контекстов и проводить параллели с этими легендами, часто со значительным оправданием.

## Экранизация
В 1957 году роман «Округ Рэйнтри» был экранизирован. В фильме, сюжет которого незначительно отличается от оригинала, играли такие актёры как Монтгомери Клифт, Род Тейлор, Ли Марвин, Ева Мари Сэйнт и другие. Примечательно, что в титрах фильма фамилия автора романа указана с ошибкой: Rockridge.

## Оценки и критика
«Округ Рэйнтри» многократно исследовался литературоведами.
Рядом экспертов данное произведение оценивалось как претендент на статус «Великий американский роман».